# Európa születése
Az Európa születése (angolul: Europe: A Natural History) című BBC dokumentumfilm sorozat nyomonköveti kontinensünk kialakulásának fontosabb állomásait, a kezdetektől, egészen napjainkig. A sorozat 2005-ben debütált a BBC 4 csatornán, az Egyesült Királyságban, majd ugyanennek az évnek szeptemberében megismételték a BBC 2-es csatornáján. A sorozatot Magyarországon az Európa születése címmel vetítette a Magyar Televízió egyes csatornája.
A műsor jellegzetessége, hogy a kihalt fajokat részletes számítógépes animációk segítségével a valóságot megközelítő környezetben figyelhetjük meg, valamint a műsorból megtudhatjuk, hogy azok a városok, amelyek ma léteznek Európa szerte, azok korábban mennyire eltérően néztek ki a különböző földtörténeti korokban.
Az Európa születése című dokumentumfilm sorozat koprodukcióban készült a BBC Natural History Unit és a német ZDF, valamint az osztrák ORF együttműködésében. A vezető producerek Walter Köhler, Mike Gunton és Reinhard Radke voltak. A sorozat zenéjét Barnaby Taylor szerezte és a BBC Concert Orchestra adja elő. A sorozat narrátora Sean Pertwee volt.
A sorozat részét képezi a Natural History Unit "Kontinensek" című nagyobb lélegzetvételű dokumentumfilm sorozatnak.

## Epizódok

### 1. Genesis-Kezdetek
Európa saját természeti történelme mintegy fél milliárd évre nyúlik vissza. A legősibb hegységrendszerei a Kaledóniai-hegységrendszer és az Urál a kontinentális talpazatok ütközésekor keletkeztek, melyből létrejött a mai modern Európa. A karbon időszakban Európa egyenlítői dzsungeleiben hatalmas ragadozók gerinctelenek tanyáztak és Párizs, Frankfurt és Berlin helyén akkoriban még háborítatlan őserdők burjánzottak. Úgy 270 millió évvel ezelőtt az európai kontinens észak felé kezdett el sodródni és a Pangea szuperkontinens részévé vált. A kontinens belsejében fekvő erdőségek el lettek vágva az életadó esőzésektől és a területek elsivatagosodtak. Az erdők maradványai gazdag szénlelőhelyekké alakultak a kontinens szikláinak gyomrában. A svájci Jura-hegység és a kontinens többi mészkőhegysége lassanként előbukkant a fokozatosan visszahúzódó sekély tengerek alól. ez volt az az időszak, amikor a hüllők birtokolták e tájat és a mai Oxford területén akkoriban dinoszauruszok kóboroltak. A felmelegedő éghajlat miatt megemelkedett a tenger szintje és Európa területét elborította a tenger, amelyből maximum csak a mai London legmagasabb épületei nyúlnának ki. A dinoszauruszok kihalása lehetőséget teremtett az emlősök és a madarak számára, hogy birtokba vegyék a területeket, melynek nyilvánvaló bizonyítékait a Messel pit-nél kiásott maradványok is bizonyítják. az elkövetkező időkben a Pangea szubkontinens feldarabolódása megnyitotta az utat az Atlanti-óceán és a Földközi-tenger kialakulása előtt, valamint felgyűrte a Pireneusok és az Alpok hegyvonulatait. A tektonikus folyamatok eme megnyilvánulásai manapság a legjobban Izland szigetén figyelhetőek meg. a Földközi tenger időszakos elöntései és kiszáradásai voltak az utolsó említésre méltó események a kontinens születésének időszakában.

### 2. Jégkorszakok
Két és fél millió évvel ezelőtt a Föld forgásának periodikus változásai miatt, a bolygó tengelye elbillent és ez drámai következményekkel járt az éghajlatra nézve, melynek következtében Európa jégkorszakba süllyedt. A fagyos időjárás miatt a korábban csak a kontinens északi felét borító jégsapkák elkezdtek kiterjedni déli irányban, és a kialakuló jégtakaró elérte London, Amszterdam és Berlin déli részeit is. a hideg éghajlat kedvezett a hidegtűrő állatfajok elterjedésének, mint aminek előfutára volt a pézsmatulok, és a mamut. Az Északi-tenger fenekéről előkerült gyapjas mamut csontvázak is bizonyítják, hogy réges-régen ezen a vidéken tundra húzódott. A melegebb jégkorszakközi (interglaciális) időszakok különböző érdekes lényeket vonzottak a térségbe, mint például a vízilovak, az orrszarvúak, az oroszlánok és a hiénák, melyeknek maradványai London területén is előkerültek. Ez a hőmérsékleti ingadozás nagyjából húsz alkalommal játszódott le és a legutolsó komolyabb jégkorszak 15000 évvel ezelőtt ért véget. Európa most a hol felmelegedő, hol pedig lehűlő bizonytalan éghajlati korszakban van. Európa legnagyobb édesvízi tava, a Ladoga-tó is a legutóbbi jégkorszak nyomán alakult ki. A lengyelországi Slowinski-sivatag kialakulása a visszavonuló gleccserek által hátrahagyott törmelékek tengerek által való szétaprózása miatt jött létre.

### 3. A vadon megszelídítése
A harmadik rész feltárja az emberek egyre nagyobb környezetre gyakorolt hatásait. a legutóbbi jégkorszak után Európa kellemesen enyhe éghajlata és háborítatlan, kiterjedt erdőségei emberi és állati vándorlást idézett elő. A kellemes, de ugyanakkor megfelelően csapadékos klíma Mezopotámia területéről idecsábította a mezőgazdasággal foglalkozó népeket, akik hamarosan birtokba vették és elkezdték megművelni a még érintetlen területeket. Kr. e. 3000 környékére elterjedtek a nyugati-mezolitikus kultúra törzsei az egész kontinens területén, akik olyan építészeti emlékeket hagytak ránk, mint, amilyen a Stonehenge és Carnac. A bronzkorban az európaiak felfedezték a fémek olvasztásának és kovácsolásának technikáját, amely elősegítette, hogy szerszámokat és fegyvereket készítsenek maguknak. Ezen eszközök segítségévél sokkal könnyebbé vált az élet fenntartása.

### 4. Új Millennium
Európa ma több, mint 700 millió ember otthona, akiknek többsége városokban él. A vadvilág jó része megsemmisült, ám amelyek túlélték az elmúlt évszázadok könyörtelen hódításait, azok ma a leginkább alkalmazkodni képes fajok. Rómában, a kontinens első városában, a télire odalátogatók seregélyek seregeinek felhőit figyelhetik meg, Épületek és szerkezetek vették át a korábbi sziklafalak és barlangok helyét, ahol a madarak költhetnek. egy közeli hulladéklerakó területén vörös rókák kutatnak élelem után. A vadvilág és az ember egyre gyakrabban lép kapcsolatba egymással. Budapesten kocogók egyre gyakrabban találkozhatnak a város külső kerületeiben vaddisznókkal, miközben a Kárpátok hegyláncain egyre nagyobb farkas-, hiúz- és medvepopulációk élnek. Ezeket a ragadozókat már kiirtották Nyugat-Európában, de manapság kezdenek visszatérni, az európai zöld folyosón keresztül. A hódok is kezdenek visszatérni eredeti élőhelyeikre, hála a vadvédelmi programoknak és a felszíni vizek tisztulásának.